# Codie Taylor
Codie Joshua Dane Taylor (nascut a Levin el 31 de març de 1991) és un jugador de rugbi neozelandès, en la posició de Taloner per a la selecció de rugbi de Nova Zelanda, per al club Crusaders i també pel Canterbury a la ITM Cup. Taylor és el rebesnet del jugador neozelandès Walter Pringle.

## Trajectòria esportiva
Havent crescut a Feilding i Levin abans de traslladar-se a Christchurch, era un membre de l'ampli equip d'entrenament dels Crusaders per a la temporada de Super Rugby 2012 i, posteriorment va ser promocionat a l'equip sènior per a la temporada de Super Rugby 2013.

### Internacional
Taylor va formar part de l'equip de rugbi sub-20 neozelandès, els Junior All Blacks, els quals van guanyar el Campionat del Món de Rugbi Juvenil de 2011.
D'ascendència de Ngati Raukawa i de Muaūpoko, Taylor va jugar per als Māori All Blacks el 2014.
Al Taylor el van seleccionar per jugar amb els All Blacks el 2015 contra Samoa. Debutà amb Nova Zelanda en el primer partit de la Copa del Món de Rugbi de 2015 contra l'Argentina, quan va sortir en el minut 59 per substituir Keven Mealamu com a Taloner. Va fer un try en el seu debut, al minut 71, després que els All Blacks guanyessin una melé propera a la línia de marca argentina. En el següent partit, contra Namíbia, que va acabar amb victòria neozelandesa 58-14, Taylor va anotar un assaig.
Va ser seleccionat per Steve Hansen per formar part dels All Blacks al Mundial de rugbi de 2019 al Japó on van fer un brillant joc en el que van guanyar tots els partits de la primera fase excepte el partit contra Itàlia, que formava part de l'última jornada de la primera fase, que no es va disputar a causa de l'arribada al Japó del Tifó Hagibis. A quarts de final, es van enfrontar a Irlanda, partit amb certa expectació perquè els irlandesos eren els únics que havien estat capaços de vèncer els neozelandesos en els últims anys. No obstant això, Nova Zelanda va fer un gran joc i va vèncer per un ampli resultat de 46-14 on Taylor va anotar un dels assajos del partit.
A les semifinals van jugar contra Anglaterra, on es va generar certa polèmica a causa de la formació utilitzada en forma de V pel s anglesos a l'hora de rebre la haka dels All Blacks, el partit va ser possiblement el millor que es va poder veure en tot el campionat, on van vèncer els anglesos amb un marcador de 19-7. Taylor va ser una peça fonamental per a la melé neozelandesa ja que va jugar 5 partits sent titular en tres d'ells, entre els quals hi ha els encreuaments eliminatoris davant Irlanda i Anglaterra.

#### Participacions en Copes del Món
| Mundial                       | seu        | resultat    | PJ | Tries |
| ----------------------------- | ---------- | ----------- | -- | ----- |
| Copa del Món de Rugbi de 2015 | Anglaterra | Campió      | 1  | 1     |
| Copa del Món de Rugbi de 2019 | Japó       | Tercer lloc | 5  | 1     |

## Palmarès i distincions notables
- Super Rugby 2017
- Super Rugby 2018
- Super Rugby 2019
- Copa del Món de Rugbi de 2015
- Rugby Championship 2016
- Rugby Championship 2017
- Rugby Championship 2018